# Neurone multipolaire

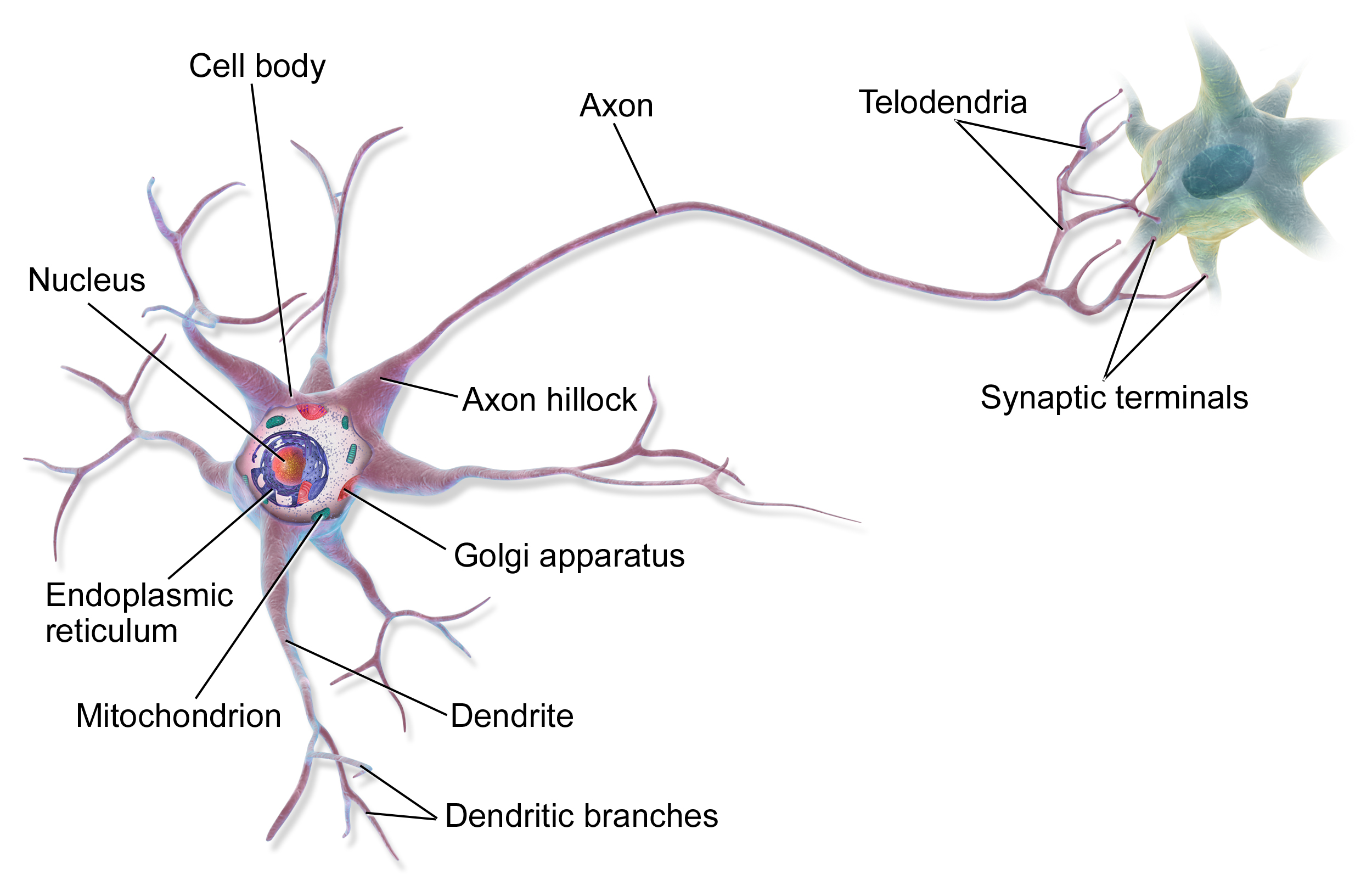
Anatomie d'un neurone multipolaire.

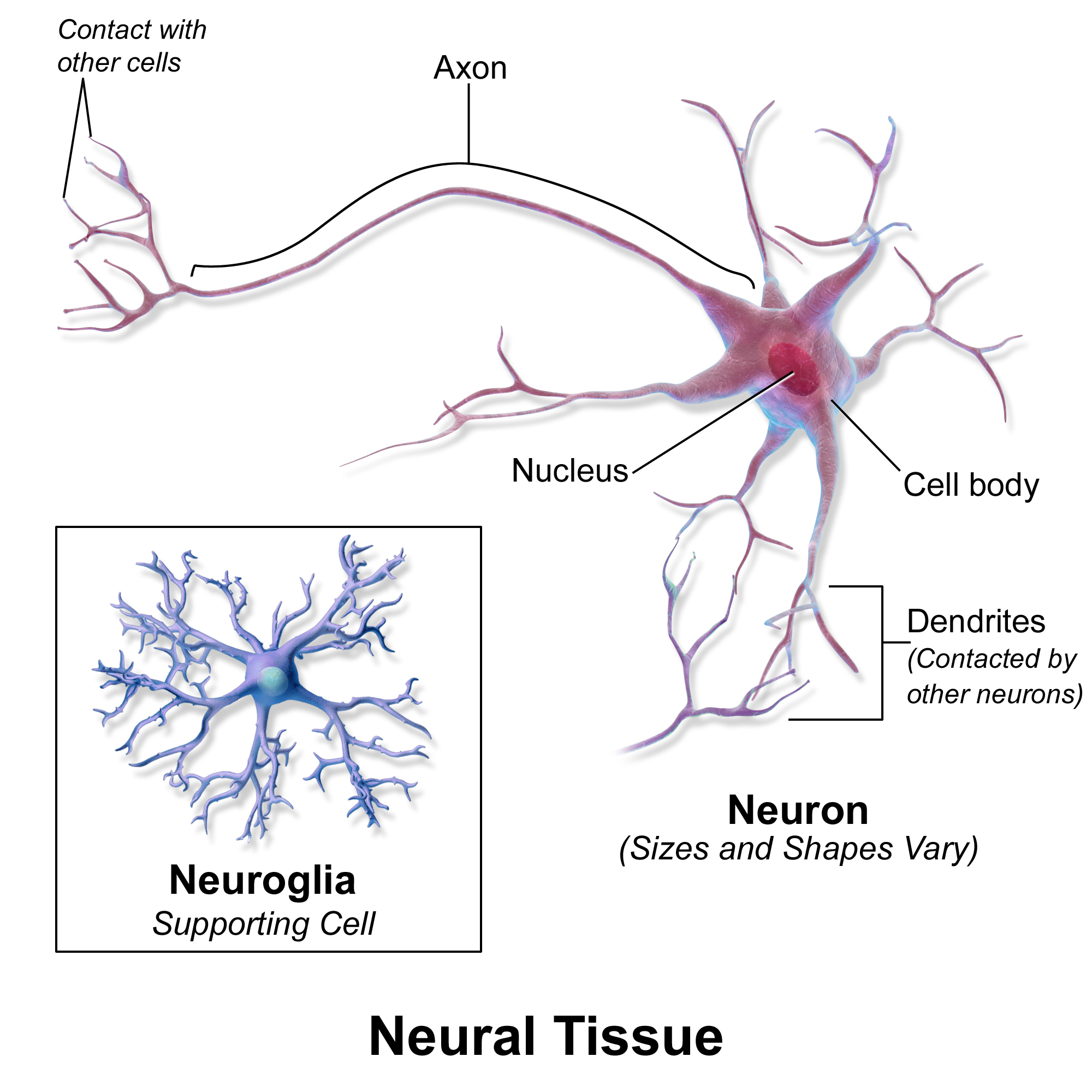
Tissu neuronal (ou tissu nerveux).

Un neurone multipolaire est un type de neurone qui possède un seul (généralement long) axone et de nombreux dendrites, permettant l'intégration d'un grand nombre d'informations provenant d'autres neurones. Ces branches dendritiques peuvent également émerger du corps cellulaire nerveux (ou soma). Les neurones multipolaires constituent la majorité des neurones dans le cerveau et comprennent des neurones moteurs et des interneurones.